# Björk (musikalbum)
Björk är det första officiella musikalbumet av den isländska sångerskan Björk Guðmundsdóttir, utgivet i december 1977 av skivbolaget Fálkinn. Albumet spelades in år 1977 då hon var elva år gammal. På albumet sjunger hon traditionella isländska folksånger, samt kända låtar översatta till isländska.

## Låtlista
| Nr  | Titel                                                                        | Kompositör           | Längd |
| --- | ---------------------------------------------------------------------------- | -------------------- | ----- |
| 1.  | Arabadrengurinn                                                              | Sævar Árnasson       | 5:00  |
| 2.  | Búkolla (Isländsk tolkning av "Your Kiss Is Sweet" av Syreeta Wright)        | Stevie Wonder        | 3:16  |
| 3.  | Alta Mira                                                                    | Edgar Winter         | 2:30  |
| 4.  | Jóhannes Kjarval                                                             | Björk Guðmundsdóttir | 2:15  |
| 5.  | Fúsi Hreindýr                                                                | Björgvin Gíslason    | 3:27  |
| 6.  | Himnaförin                                                                   | Björgvin Hólm        | 2:32  |
| 7.  | Óliver                                                                       | Jóhann Helgason      | 2:47  |
| 8.  | Álfur Út Úr Hól (Isländsk tolkning av "The Fool on the Hill" av The Beatles) | Lennon–McCartney     | 3:04  |
| 9.  | Músastiginn                                                                  |                      | 2:44  |
| 10. | Bænin (Isländsk tolkning av "Christopher Robin" av Melanie Safka)            | Melanie Safka        | 2:00  |

## Utgivningar
- Fálkinn FA - 006 - 12" Vinyl
- Fálkinn FA - 006 - 4 - Kassett